# Смерть и похороны Бориса Ельцина
Борис Николаевич Ельцин, 1-й президент России (1991—1999) скончался 23 апреля 2007 года в 15:45 по московскому времени на 77-м году жизни в Центральной клинической больнице Управления делами Президента Российской Федерации. За 12 дней до смерти он был госпитализирован. Смерть наступила в результате остановки сердца.
Похороны состоялись 25 апреля 2007 года. Указом Президента Российской Федерации, изданным в день смерти Б. Н. Ельцина, в день похорон был объявлен национальный траур. Церемония транслировалась в прямом эфире основными российскими государственными телеканалами. На похоронах присутствовали действующие и бывшие главы государств. Также ряд глав государств выразили свои соболезнования. Во время спуска гроба в могилу был дан артиллерийский салют.

## Последняя болезнь и причина смерти
Смерть Ельцина наступила в 15:45 по московскому времени в Центральной клинической больнице в результате остановки сердца, вызванной прогрессирующей полиорганной недостаточностью, то есть нарушением функций всех внутренних органов, вызванным заболеванием сердечно-сосудистой системы — сообщил в интервью РИА Новости руководитель Медцентра управделами президента РФ Сергей Миронов. Одновременно он сообщил в новостной телепрограмме «Вести» другую причину смерти экс-президента: «Ельцин перенес довольно выраженную катарально-вирусную инфекцию (простуду), которая очень сильно ударила по всем органам и системам». Ельцин был госпитализирован за 12 дней до смерти, последнюю неделю он почти не вставал с постели. У него болело сердце, а резкое ухудшение состояния здоровья наступило за последние 3 дня. 23-го утром наступило небольшое улучшение, а потом у первого президента России дважды останавливалось сердце. В первый раз врачи смогли вернуть пациента к жизни, но во второй раз сделать уже ничего не удалось. По словам кардиохирурга Рената Акчурина, который в 1996 году проводил президенту операцию аортокоронарного шунтирования, смерти Ельцина «ничто не предвещало», однако в последнее время он его не наблюдал, но назвал одной из вероятных причин остановки сердца «прогрессирующую сердечную недостаточность». По желанию родственников Бориса Ельцина вскрытие его тела не проводилось.
Шеф протокола экс-президента Владимир Шевченко заявил, что врачи боролись за жизнь Ельцина с 9 утра 23 апреля, когда он потерял сознание, до 15:45.
Незадолго до смерти Ельцин ездил на Ближний Восток (Иордания, Израиль, Палестинские территории), что могло, по мнению некоторых медиков, способствовать ухудшению его здоровья.
Владимир Владимирович Путин позвонил Наине Иосифовне Ельциной 23 апреля 2007 года. Также выразили свои соболезнования Ангела Меркель, Жак Ширак, Джордж Буш-младший, Лех Качиньский, Гельмут Коль, Тони Блэр, Билл Клинтон.
Минутой молчания и траурным митингом почтили память первого Президента студенты и сотрудники его родного УГТУ.

## Церемония прощания и отпевание

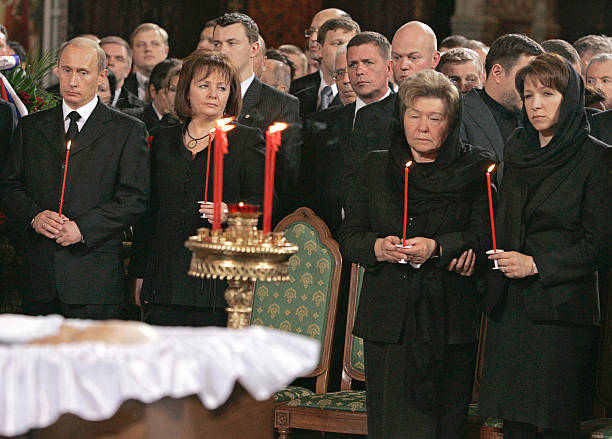
Церемония отпевания Бориса Ельцина в Храме Христа Спасителя в присутствии семьи и первых лиц государства

Церемония гражданского прощания началась в 16:30 по московскому времени 24 апреля 2007 года в Храме Христа Спасителя. Гроб с открытой крышкой, покрытый в ногах флагом России, был установлен в центре Храма, рядом с гробом был выставлен стенд с наградами Президента и его портрет. Рядом несли почётный караул солдаты Кремлёвского полка. В храм на вечер и всю ночь был открыт доступ для прощания с телом всем желающим. По сообщениям информационных агентств, проститься с Борисом Ельциным в храм Христа Спасителя пришли за это время более 25 тысяч человек. На панихиде в Храме Христа Спасителя постоянно присутствовали и принимали соболезнования члены семьи Ельцина: вдова Наина Иосифовна, дочери Елена Окулова и Татьяна Дьяченко, зятья Валерий Окулов и Валентин Юмашев, внуки Ельцина. Заупокойную литургию совершил викарий Московской епархии архиепископ Арсений (Епифанов).
После церемонии гражданского прощания, которая закончилась в 12:30 25 апреля, состоялось прощание официальных лиц и представителей иностранных государств.
Чин отпевания возглавил митрополит Крутицкий и Коломенский Ювеналий (Поярков) в сослужении митрополитов Кирилла (Гундяева) и Климента (Капалина). Митрополит Ювеналий прочёл послание отсутствовавшего в связи с госпитализацией в Швейцарии патриарха Московского Алексия II к Путину, родственникам Ельцина и всем верующим. Во время чтения Псалтири, отпевания и заупокойной литии Ельцина поминали как «первого президента России Бориса Николаевича», а не «раба Божия Бориса», как в обычном случае. Тем самым фактически подчеркивалось, что президент в современной России равнозначен монарху: употребление титула и отчества соответствует формуле возношения имени монарха и членов царствующего дома до отречения Николая II. Церемония транслировалась в прямом эфире основными российскими («Первый канал», «Россия», ТВ Центр, НТВ, «Петербург — 5 канал») и зарубежными телеканалами.

## Похороны
23 апреля, то есть в день смерти Б. Н. Ельцина, Президент РФ Владимир Путин подписал указ «Об объявлении траура в связи с кончиной первого Президента Российской Федерации Б. Н. Ельцина и организации его похорон», который, в частности, объявил день похорон Ельцина днём национального траура. Похороны Бориса Ельцина были назначены на 25 апреля, а местом захоронения определено Новодевичье кладбище. Путин перенес ежегодное послание Федеральному собранию с 25 апреля на 26 апреля.

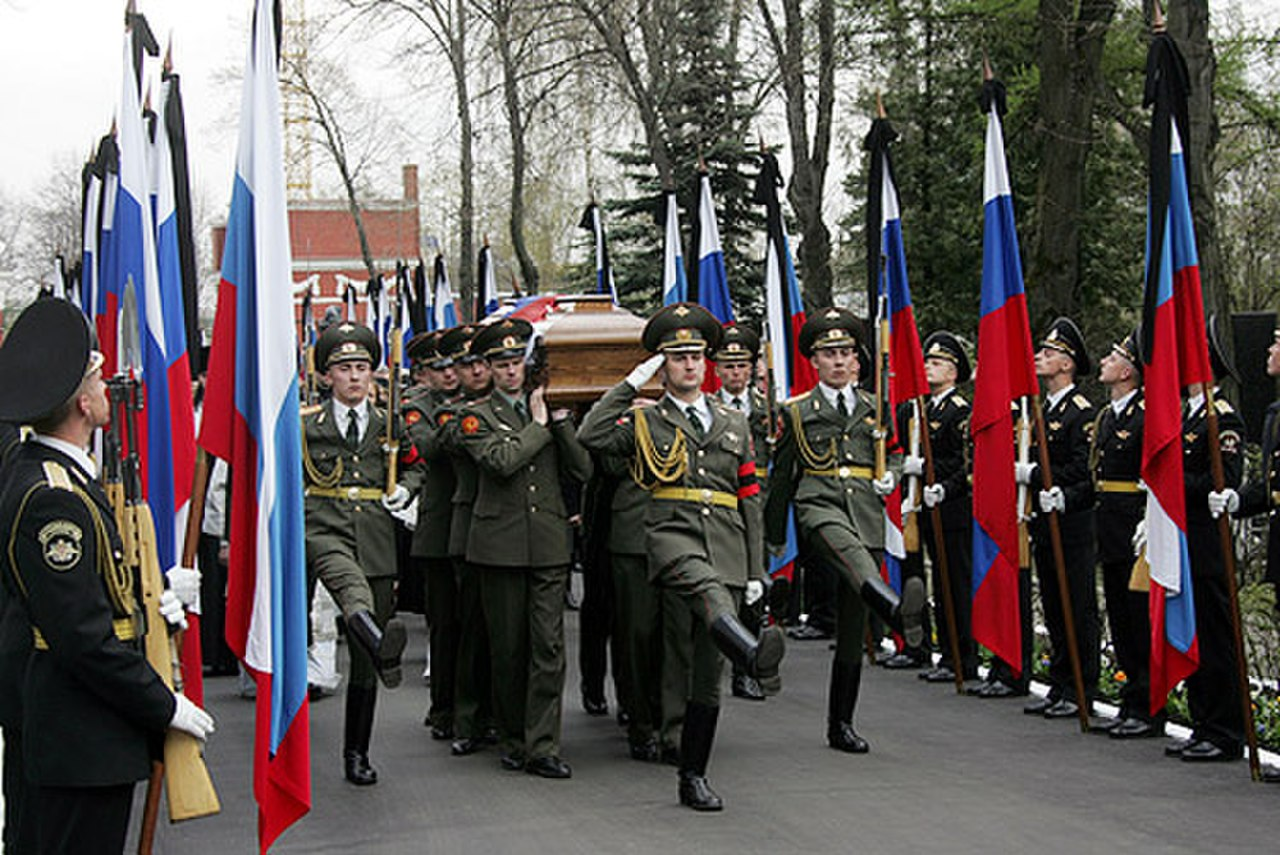
Гроб с телом первого президента России переносят к месту погребения

Гроб с телом Ельцина был закрыт, вынесен из Храма Христа Спасителя и на автомобиле-катафалке в сопровождении эскорта мотоциклистов довезён до Новодевичьей улицы. По пути следования катафалка от Храма Христа Спасителя до Новодевичьего кладбища были перекрыты Соймоновский проезд, Большая Пироговская и Новодевичья улицы. Затем гроб был вынесен офицерами Московского военного округа из автомобиля и поставлен на украшенный государственным флагом пушечный лафет, тягачом которого служил БРДМ. До ворот Новодевичьего кладбища похоронная процессия двигалась за лафетом пешком. Гроб Ельцина сняли с лафета, и 8 офицеров внесли его в ворота кладбища на руках, при этом ударил колокол Новодевичьего монастыря. Процессия проследовала к месту захоронения на центральной аллее Новодевичьего кладбища, где уже была вырыта могила, перед которой стоял небольшой катафалк. На него установили гроб, с которого был снят Государственный флаг, переданный одним из военных Сергею Собянину. Тот в свою очередь передал флаг Наине Иосифовне Ельциной.

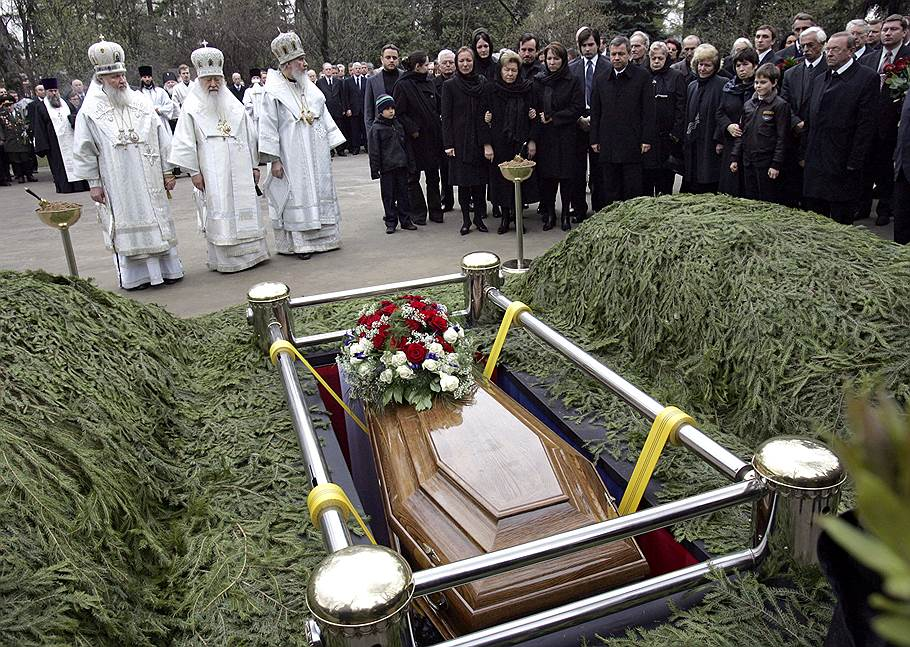
Митрополиты Кирилл, Ювеналий и Климент на похоронах

Затем с гроба сняли крышку и открыли лицо усопшего. Митрополит Ювеналий обратился к семье Ельциных, после чего сначала Елена Окулова, затем Татьяна Дьяченко и, наконец, Наина Ельцина подходили по одной к гробу Бориса Николаевича и прикладывались к покойному. Наина Иосифовна также осенила его гроб крестным знамением. После этого произошла заключительная поминальная лития по Ельцину, которую возглавил митрополит Ювеналий в сослужении митрополитов Кирилла и Климента; «Вечную память» усопшему пел женский хор Новодевичьего монастыря. Митрополит Ювеналий возложил на лоб Ельцина венчик.

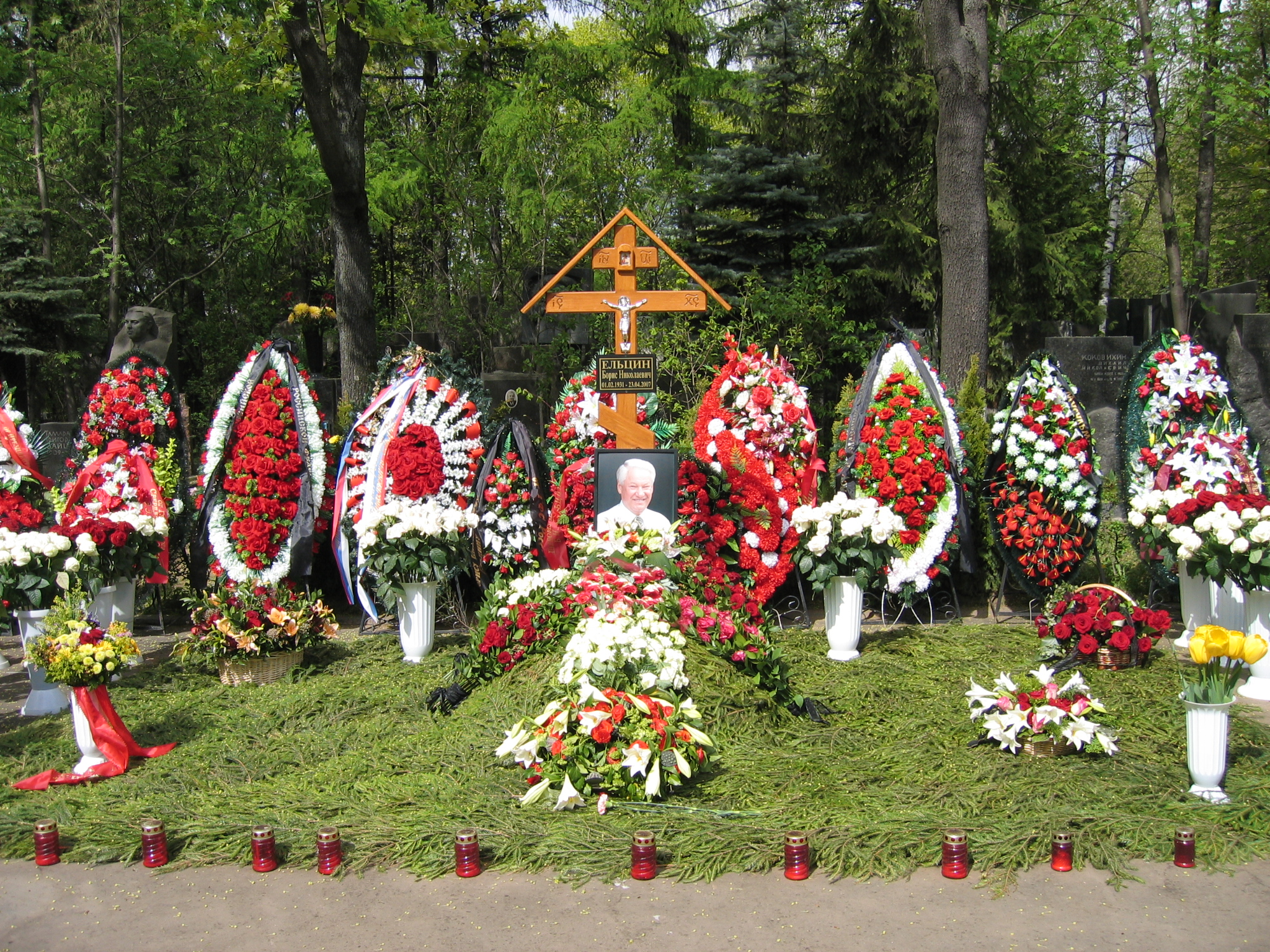
Могила Ельцина, усыпанная цветами

Около 16:30, после завершения литии, гроб был закрыт, украшен цветами и опущен в могилу, причём спуск гроба в могилу сопровождался артиллерийским салютом (3 залпа), военный оркестр играл Гимн Российской Федерации.
На похоронах присутствовали:
- От руководства России: Владимир Путин, Сергей Собянин (глава комиссии), Михаил Фрадков, Сергей Иванов, Дмитрий Медведев, Сергей Миронов, Борис Грызлов, Герман Греф.
  - Русская православная церковь: митрополиты Крутицкий и Коломенский Ювеналий, Смоленский и Калининградский Кирилл, Калужский и Боровский Климент, архиепископ Истринский Арсений, а также многие священники и диаконы.
  - Регионы России, а также известные советские и российские политики: Президент Башкирии Муртаза Рахимов, Премьер-министр Республики Карелия Павел Чернов, первый и последний президент СССР Михаил Горбачёв, первый и последний вице-президент России Александр Руцкой, бывший министр обороны России Павел Грачёв, последний председатель Верховного Совета России Руслан Хасбулатов, посол России на Украине, бывший председатель Правительства Российской Федерации и министр газовой промышленности СССР Виктор Черномырдин, губернатор Красноярского края Александр Хлопонин, губернатор Иркутской области Александр Тишанин, губернатор Свердловской области Эдуард Россель, губернатор Московской области Борис Громов, мэр Москвы Юрий Лужков, губернатор Санкт-Петербурга Валентина Матвиенко, заместитель председателя Государственной думы Владимир Жириновский.Бывшие президенты США Джордж Буш-старший и Билл Клинтон на траурном приеме после прощания с Борисом Ельциным

- От зарубежных государств:

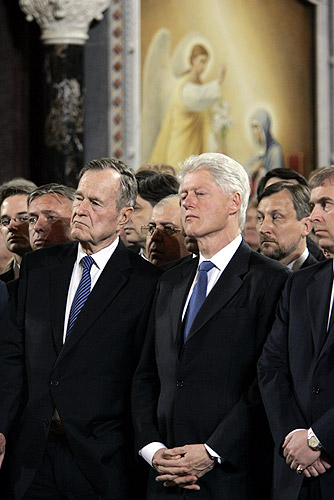
Бывшие президенты США Джордж Буш-старший и Билл Клинтон на траурном приеме после прощания с Борисом Ельциным

- - Страны СНГ и Прибалтики: президент Казахстана Нурсултан Назарбаев, президент Белоруссии Александр Лукашенко и бывший председатель Верховного Совета Станислав Шушкевич, президент Армении Роберт Кочарян, президент Туркменистана Гурбангулы Бердымухамедов, президент Узбекистана Ислам Каримов, премьер-министр Украины Виктор Янукович и бывшие президенты Леонид Кравчук и Леонид Кучма, президент Молдавии Владимир Воронин и его предшественники Мирча Снегур и Пётр Лучинский, премьер-министр Молдавии Василий Тарлев, премьер-министр Таджикистана Окил Окилов, президент Литвы Валдас Адамкус и бывший президент Альгирдас Бразаускас, президент Латвии Вайра Вике-Фрейберга и бывший президент Гунтис Ульманис, президент Эстонии Тоомас Хендрик Ильвес, премьер-министр Кыргызстана Алмазбек Атамбаев и бывший президент Кыргызстана Аскар Акаев, председатель парламента Грузии Нино Бурджанадзе, посол Азербайджана в России, известный советский и азербайджанский эстрадный певец Полад Бюльбюль-оглы.
  - Европейская комиссия — еврокомиссар по внешним связям и европейской политике соседства Бенита Ферреро-Вальднер.
  - Страны Европы и США: бывшие президенты США Джордж Буш-старший и Билл Клинтон, президент Германии Хорст Кёлер и бывшие канцлеры Гельмут Коль и Герхард Шрёдер, принц Эндрю, герцог Йоркский и бывший премьер-министр Великобритании Джон Мейджор, министр иностранных дел Франции Филипп Дуст-Блази, председатель Конституционного суда Испании Мария Эмилия Касас, бывший премьер-министр Италии Джулио Андреотти, бывший премьер-министр Канады Жан Кретьен, бывший президент Финляндии Мауно Койвисто, бывший президент Болгарии Желю Желев, бывший президент Польши Лех Валенса, бывшие президенты Румынии Ион Илиеску и Эмиль Константинеску.

В Кремле был дан траурный приём (поминки) по Ельцину, где с единственной своей в этот день речью выступил Владимир Путин.

## Увековечение памяти
8 апреля 2008 года в Екатеринбурге, где Ельцин долгое время жил и работал, улица 9 января была переименована в улицу Бориса Ельцина.

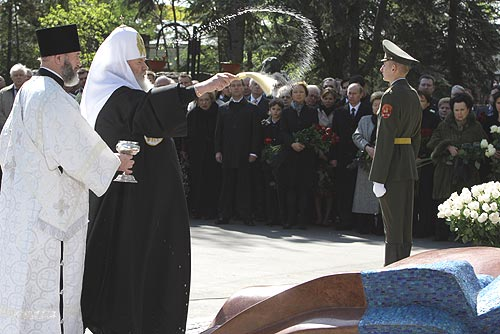
Патриарх Алексий II на открытии надгробия Б. Н. Ельцину

23 апреля 2008 года на Новодевичьем кладбище состоялась торжественная церемония открытия памятника Борису Николаевичу Ельцину, выполненного скульптором Георгием Франгуляном. Мемориал представляет собой широкое надгробие, выполненное в цветах российского флага, — из белого мрамора, голубой византийской мозаики и красного порфира. На брусчатке под триколором выгравирован православный крест. В церемонии приняли участие семья Бориса Ельцина, в том числе вдова Наина Иосифовна, президент России Владимир Путин, избранный президент РФ Дмитрий Медведев, премьер-министр Виктор Зубков, глава администрации Кремля Сергей Собянин, члены правительства, друзья, коллеги и люди, работавшие с первым президентом Российской Федерации.
23 апреля 2008 года Уральскому государственному техническому университету присвоено имя Бориса Ельцина.